# Euxoa illata
Euxoa illata är en fjärilsart som beskrevs av Walker 1857. Euxoa illata ingår i släktet Euxoa och familjen nattflyn. Inga underarter finns listade i Catalogue of Life.